# Bosbies
Bosbies (Scirpus sylvaticus) is een overblijvend kruid die behoort tot de cypergrassenfamilie (Cyperaceae). De plant komt van nature voor in Eurazië en werd vroeger als vlechtmateriaal gebruikt.

## Determinatie
De plant wordt 25–90 cm hoog en vormt een wortelstok zonder knolvormige verdikkingen, maar wel met ondergrondse uitlopers. De stengel is stomp driekantig. De geelgroene tot bruine bladschijf is 0,6-1,6 cm breed met een V-vormig verdiepte middenstrook en een driekantige top. De rand van de bladschijf en de middennerf zijn ruw.
De bosbies bloeit van mei tot augustus. De veelvoudig samengestelde, tot 20 cm lange, pluimvormige bloeiwijze is meestal langer dan de twee tegenoverelkaarstaande schutbladen. De grijze of groenachtige aartjes zijn 2,5–4 mm lang en zitten met drie tot vijf aartjes bij elkaar. De stompe kafjes zijn elliptisch en hebben aan de top een stekelpuntje. Het bloempje heeft een stijl met drie stempels.
De vrucht is een ongeveer 1 mm lang, strokleurig, elliptisch nootje met een korte spits.

## Ecologie
De plant komt voor op natte, mesotrofe tot eutrofe grond in grasland, loofbossen, kwelplaatsen, langs rivieren, beken en sloten.

### Syntaxonomie
Bosbies staat te boek als kensoort voor de naar haar vernoemde bosbies-associatie (Scirpetum sylvatici).